# (4840) Otaynang
(4840) Otaynang es un asteroide perteneciente al cinturón de asteroides, descubierto el 23 de octubre de 1989 por Yoshiaki Oshima desde el Observatorio Gekko, Kannami, Japón.

## Designación y nombre
Designado provisionalmente como 1989 UY. Fue nombrado Otaynang en honor a Hanne Otaynang quien hizo un llamamiento para la preservación del medio ambiente de la tierra en la Cumbre de la Tierra de 1992 en Brasil.

## Características orbitales
Otaynang está situado a una distancia media del Sol de 3,183 ua, pudiendo alejarse hasta 3,501 ua y acercarse hasta 2,865 ua. Su excentricidad es 0,100 y la inclinación orbital 15,16 grados. Emplea 2074 días en completar una órbita alrededor del Sol.

## Características físicas
La magnitud absoluta de Otaynang es 11,8. Tiene 21,151 km de diámetro y su albedo se estima en 0,082.